# Хеншела
Хеншела (араб. خنشلة, фр. Khenchela) — місто у східній частині Алжиру. Адміністративний центр однойменного вілаєту. Розташоване в горах Орес на висоті 1122 м.
| Алжир | Це незавершена стаття з географії Алжиру. Ви можете допомогти проєкту, виправивши або дописавши її. |